# NGC 5582
NGC 5582 is een elliptisch sterrenstelsel in het sterrenbeeld Ossenhoeder. Het hemelobject werd op 29 april 1788 ontdekt door de Duits-Britse astronoom William Herschel.

## Synoniemen
- UGC 9188
- MCG 7-29-63
- ZWG 220.3
- ZWG 219.70
- PGC 51251